# Nathan Trent
Nathan Trent, eigentlich Nathanaele Koll, (* 4. April 1992 in Innsbruck, Tirol) ist ein österreichischer Sänger. Er vertrat Österreich beim Eurovision Song Contest 2017 in Kiew.

## Leben
Nathanaele Koll ist der Sohn von Reinhard Koll, Geiger im Tiroler Symphonieorchester Innsbruck, sowie einer italienischen Mutter. Er wuchs darum zweisprachig auf, mit Deutsch und Italienisch. Im Alter von drei Jahren erlernte er Violine und Piano und stand als Kind in Musicals auf der Theaterbühne.
2003 nahm Trent am Kiddy Contest teil. Im Jahr 2011 erreichte er als Mitglied der Gruppe „Boyz II Hot“ bei der zweiten Staffel der deutschen Gesangs-Castingshow X Factor den elften Platz.
Nach der Schulausbildung ging Trent nach Wien, wo er Musikalisches Unterhaltungstheater an der Musik und Kunst Privatuniversität der Stadt Wien studierte. Neben seiner Ausbildung, die er im Jahr 2016 abschloss, stand er auf zahlreichen Theaterbühnen, darunter dem Theater in der Josefstadt und dem Wiener Metropol.
Im Juni 2016 veröffentlichte Trent seine Debütsingle Like It Is.

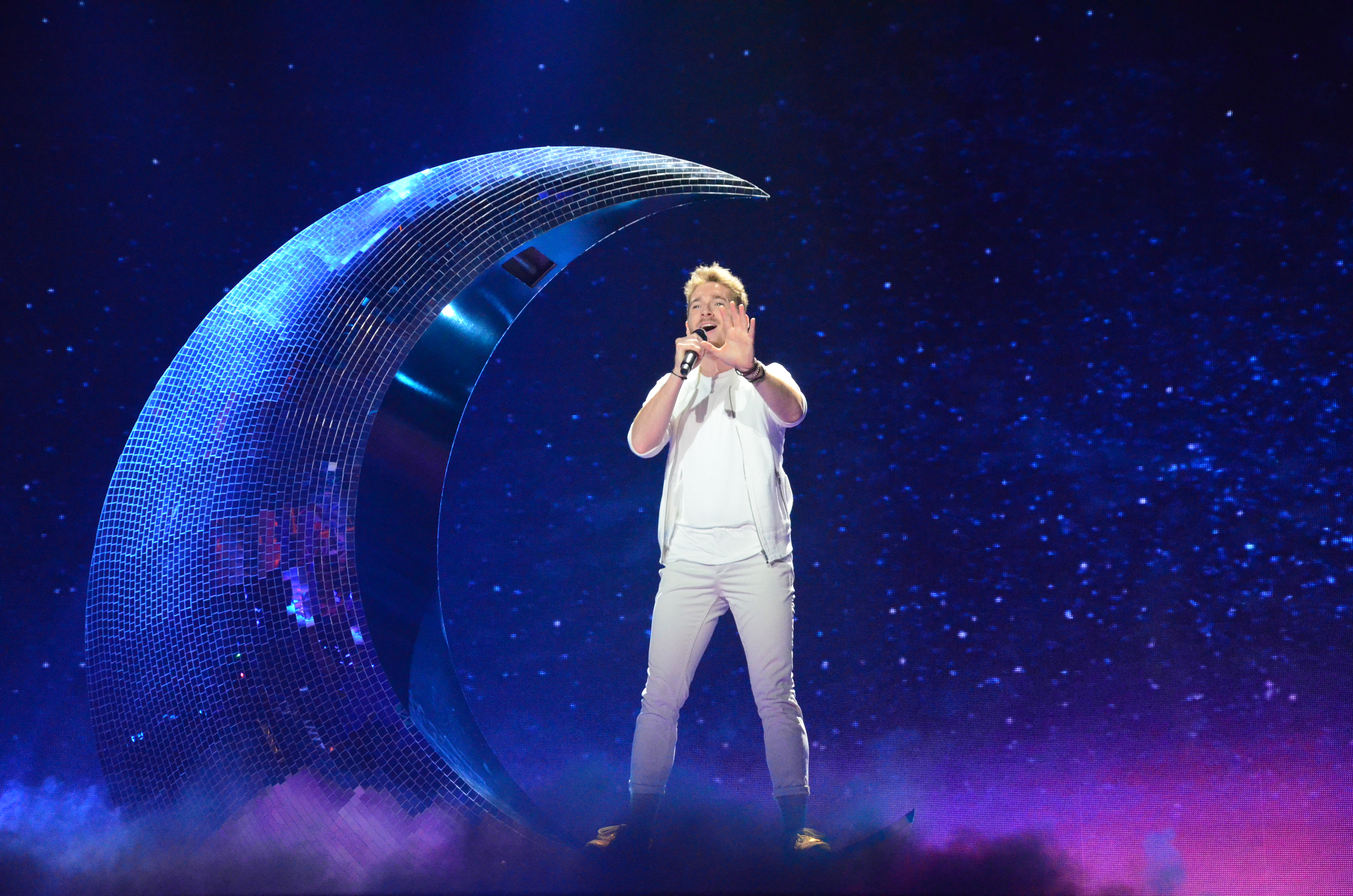
Nathan Trent beim ESC 2017

Bevor Trent am 19. Dezember 2016 als Kandidat Österreichs ausgewählt wurde, war er auch unter jenen 33 Kandidaten, die in Unser Song 2017 als ESC-Kandidaten Deutschlands gehandelt wurden. Am 27. Februar wurde sein Lied Running on Air veröffentlicht, welches er gemeinsam mit Bernard Penzian verfasste und komponierte. Am 11. Mai trat er schließlich mit Startnummer 2 im 2. Semifinale an, in welchem er sich für das Finale qualifizieren konnte. Im Finale am 13. Mai in Kiew erreichte er Platz 16.
2023 veröffentlichte er mit seiner italienischen Großmutter ein Video von deren Interpretation von E penso a te von Lucio Battisti.

## Diskografie

### Singles
- 2016: Like It Is
- 2017: Running on Air
- 2017: Aire (spanische Version von Running on Air)
- 2017: Good Vibes
- 2018: Secrets feat. J-MOX
- 2019: Legacy
- 2019: Over You feat. J-MOX
- 2019: I Got Me
- 2019: Sweet Dreams
- 2020: Timeline
- 2020: Millions feat. J-MOX
- 2020: Most of It
- 2024: Butterfly Effect
- 2025: Lovers do

### Als Gastsänger
- 2018: Won’t Let You Go (Poptracker feat. Nathan Trent)